# Guzmania herrerae
Guzmania herrerae är en gräsväxtart som beskrevs av Hans Edmund Luther och Walter John Emil Kress. Guzmania herrerae ingår i släktet Guzmania och familjen Bromeliaceae. Inga underarter finns listade i Catalogue of Life.